# Quận Butts, Georgia
Quận Butts là một quận trong tiểu bang Georgia, Hoa Kỳ. Quận lỵ đóng ở thành phố Jackson 6. Theo điều tra dân số năm 2000 của Cục điều tra dân số Hoa Kỳ, quận có dân số 19.522 người 2. Năm 2007, ước tính dân số quận này là 23.759 người.
Quận được lập ngày 24 tháng 12 năm 1825.